# Independent Spirit Award per la miglior attrice protagonista
L'Independent Spirit Award per la miglior attrice protagonista (Independent Spirit Award for Best Female Lead) è stato un premio cinematografico statunitense assegnato annualmente dal 1986 dall'organizzazione non-profit IFP/West (ridenominata dal 2005 Film Independent) alla miglior attrice protagonista di un film indipendente statunitense.
Nel 2023, è stato annunciato che le quattro categorie di recitazione sarebbero state ritirate e sostituite con due categorie neutrali: migliore interpretazione protagonista e migliore interpretazione non protagonista.

## Vincitori e candidati
I vincitori sono indicati in grassetto, a seguire gli altri candidati.

### Anni 1980
- 1986: Geraldine Page - In viaggio verso Bountiful (The Trip to Bountiful)
  - Rosanna Arquette - Fuori orario (After Hours)
  - Laura Dern - La prima volta (Smooth Talk)
  - Lori Singer - Stati di alterazione progressiva (Trouble in Mind)
- 1987: Isabella Rossellini -  Velluto blu (Blue Velvet)
  - Laura Dern - Velluto blu (Blue Velvet)
  - Patricia Charbonneau - Cuori nel deserto (Desert Hearts)
  - Elpidia Carrillo - Salvador
  - Tracy Camilla Johns - Lola Darling (She's Gotta Have It)
- 1988: Sally Kirkland - Anna
  - Joanne Woodward - Lo zoo di vetro (The Glass Menagerie)
  - Debra Sandlund - I ragazzi duri non ballano (Tough Guys Don't Dance)
  - Lillian Gish - Le balene d'agosto (The Whales of August)
  - Louise Smith - Le professioniste del peccato (Working Girls)
- 1989: Jodie Foster - Dentro la grande mela (Five Corners)
  - Ricki Lake - Grasso è bello (Hairspray)
  - Julia Roberts - Mystic Pizza
  - Meg Ryan - Terra promessa (Promised Land)
  - Nobu McCarthy - The Wash

### Anni 1990
- 1990: Andie MacDowell - Sesso, bugie e videotape (Sex, Lies, and Videotape)
  - Kelly Lynch - Drugstore Cowboy
  - Winona Ryder - Schegge di follia (Heathers)
  - Youki Kudoh - Mystery Train - Martedì notte a Memphis (Mystery Train)
  - Annabella Sciorra - True Love
- 1991: Anjelica Huston - Rischiose abitudini (The Grifters)
  - Eszter Balint - Bail Jumper
  - Carolyn Farina - Metropolitan
  - Joanne Woodward - Mr. & Mrs. Bridge
  - Mary Alice - To Sleep with Anger
- 1992: Judy Davis - Chopin amore mio (Impromptu)
  - Lili Taylor - Gli angeli volano basso (Bright Angel)
  - Mimi Rogers - Sacrificio fatale (The Rapture)
  - Lily Tomlin - The Search for Signs of Intelligent Life in the Universe
  - Patsy Kensit - Bella e accessibile (Twenty-One)
- 1993: Fairuza Balk - Gas, Food Lodging
  - Catherine Keener - Johnny Suede
  - Edie Falco - Laws of Gravity - Leggi di gravità (Laws of Gravity)
  - Cynda Williams - Qualcuno sta per morire (One False Move)
  - Sheryl Lee - Fuoco cammina con me (Twin Peaks: Fire Walk with Me)
- 1994: Ashley Judd - Ruby in Paradiso (Ruby in Paradise)
  - Suzy Amis - The Ballad of Little Jo
  - May Chin - Il banchetto di nozze (Hsi yen)
  - Ariyan A. Johnson - Just Another Girl on the I.R.T.
  - Emma Thompson - Molto rumore per nulla (Much Ado About Nothing)
- 1995: Linda Fiorentino - L'ultima seduzione (The Last Seduction)
  - Lauren Vélez - Così mi piace (I Like It Like That)
  - Jennifer Jason Leigh - Mrs. Parker e il circolo vizioso (Mrs. Parker and the Vicious Circle)
  - Karen Sillas - What Happened Was...
  - Chien-lien Wu - Mangiare bere uomo donna (Yin shi nan nu)
- 1996: Elisabeth Shue - Via da Las Vegas (Leaving Las Vegas)
  - Lili Taylor - The Addiction - Vampiri a New York (The Addiction)
  - Jennifer Jason Leigh - Georgia
  - Elina Löwensohn - Nadja
  - Julianne Moore - Safe
- 1997: Frances McDormand - Fargo
  - Maria Conchita Alonso - Caught
  - Scarlett Johansson - Manny & Lo
  - Catherine Keener - Parlando e sparlando (Walking and Talking)
  - Renée Zellweger - Il mondo intero (The Whole Wide World)
- 1998: Julie Christie - Afterglow
  - Alison Folland - All Over Me
  - Stacy Edwards - Nella società degli uomini (In the Company of Men)
  - Robin Wright Penn - Prove d'accusa (Loved)
  - Lisa Harrow - Sunday
- 1999: Ally Sheedy - High Art
  - Katrin Cartlidge - Claire Dolan
  - Alfre Woodard - Down in the Delta
  - Robin Tunney - Niagara, Niagara
  - Christina Ricci - The Opposite of Sex - L'esatto contrario del sesso (The Opposite of Sex)

### Anni 2000
- 2000: Hilary Swank - Boys Don't Cry
  - Reese Witherspoon - Election
  - Janet McTeer - In cerca d'amore  (Tumbleweeds)
  - Susan Traylor - Valerie Flake
  - Diane Lane - A Walk on the Moon - Complice la luna (A Walk on the Moon)
- 2001: Ellen Burstyn - Requiem for a Dream
  - Joan Allen - The Contender
  - Sanaa Lathan - Love & Basketball
  - Kelly Macdonald - Two Family House
  - Laura Linney - Conta su di me (You Can Count on Me)
- 2002: Sissy Spacek - In the Bedroom
  - Molly Parker - The Center of the World
  - Tilda Swinton - I segreti del lago (The Deep End)
  - Kerry Washington - Lift
  - Kim Dickens - Things Behind the Sun
- 2003: Julianne Moore - Lontano dal Paradiso (Far from Heaven)
  - Jennifer Aniston - The Good Girl
  - Catherine Keener - Lovely & Amazing
  - Parker Posey - Personal Velocity - Il momento giusto (Personal Velocity: Three Portraits)
  - Maggie Gyllenhaal - Secretary
- 2004: Charlize Theron - Monster
  - Zooey Deschanel - All the Real Girls
  - Agnes Bruckner - Blue Car
  - Samantha Morton - In America - Il sogno che non c'era (In America)
  - Elisabeth Moss - Virgin
- 2005: Catalina Sandino Moreno - Maria Full of Grace
  - Kyra Sedgwick - Cavedweller
  - Vera Farmiga - Down to the Bone
  - Judy Marte - On the Outs
  - Kimberly Elise - Woman Thou Art Loosed
- 2006: Felicity Huffman - Transamerica
  - Dina Korzun - Forty Shades of Blue
  - S. Epatha Merkerson - Lackawanna Blues
  - Cyndi Williams - Room
  - Laura Linney - Il calamaro e la balena (The Squid and the Whale)
- 2007: Shareeka Epps - Half Nelson
  - Catherine O'Hara - For Your Consideration
  - Michelle Williams - La terra dell'abbondanza (Land of Plenty)
  - Robin Wright Penn - Sorry, Haters
  - Elizabeth Reaser - Sweet Land
- 2008: Ellen Page - Juno
  - Parker Posey - Broken English
  - Sienna Miller - Interview
  - Angelina Jolie - A Mighty Heart - Un cuore grande (A Mighty Heart)
  - Tang Wei - Lussuria - Seduzione e tradimento (Se, jie)
- 2009: Melissa Leo - Frozen River - Fiume di ghiaccio (Frozen River)
  - Summer Bishil - Niente velo per Jasira (Towelhead)
  - Anne Hathaway - Rachel sta per sposarsi (Rachel Getting Married)
  - Tarra Riggs - Ballast
  - Michelle Williams - Wendy and Lucy

### Anni 2010
- 2010: Gabourey "Gabby" Sidibe - Precious
  - Maria Bello - Downloading Nancy
  - Nisreen Faour - Amreeka
  - Helen Mirren - The Last Station
  - Gwyneth Paltrow - Two Lovers
- 2011[3]: Natalie Portman - Il cigno nero (Black Swan)
  - Annette Bening - I ragazzi stanno bene (The Kids Are All Right)
  - Greta Gerwig - Lo stravagante mondo di Greenberg (Greenberg)
  - Nicole Kidman - Rabbit Hole
  - Jennifer Lawrence - Un gelido inverno (Winter's Bone)
  - Michelle Williams - Blue Valentine
- 2012[4]: Michelle Williams - Marilyn (My Week with Marilyn) 
  - Lauren Ambrose - Think of Me
  - Rachel Harris - Natural Selection
  - Adepero Oduye - Pariah
  - Elizabeth Olsen - La fuga di Martha (Martha Marcy May Marlene)
- 2013[5]: Jennifer Lawrence - Il lato positivo - Silver Linings Playbook (Silver Linings Playbook)
  - Linda Cardellini - Return
  - Emayatzy Corinealdi - Middle of Nowhere
  - Quvenzhané Wallis - Re della terra selvaggia (Beasts of the Southern Wild)
  - Mary Elizabeth Winstead - Smashed
- 2014[6]: Cate Blanchett - Blue Jasmine
  - Julie Delpy - Before Midnight
  - Gaby Hoffmann - Crystal Fairy & the Magical Cactus and 2012
  - Brie Larson - Short Term 12
  - Shailene Woodley - The Spectacular Now
- 2015[7]: Julianne Moore - Still Alice
  - Marion Cotillard - C'era una volta a New York (The Immigrant)
  - Rinko Kikuchi- Kumiko, The Treasure Hunter
  - Jenny Slate - Obvious Child
  - Tilda Swinton - Solo gli amanti sopravvivono (Only Lovers Left Alive)
- 2016[8]: Brie Larson – Room
  - Bel Powley – Diario di una teenager (The Diary of a Teenage Girl)
  - Cate Blanchett – Carol
  - Kitana Kiki Rodriguez – Tangerine
  - Rooney Mara – Carol
- 2017[9]: Isabelle Huppert – Elle
  - Annette Bening – Le donne della mia vita (20th Century Women)
  - Sasha Lane – American Honey
  - Ruth Negga – Loving - L'amore deve nascere libero (Loving)
  - Natalie Portman – Jackie
- 2018[10]: Frances McDormand - Tre manifesti a Ebbing, Missouri (Three Billboards Outside Ebbing, Missouri)
  - Salma Hayek - Beatriz at Dinner
  - Margot Robbie - Tonya (I, Tonya)
  - Saoirse Ronan - Lady Bird
  - Shinobu Terajima - Oh Lucy!
  - Regina Williams - Life and Nothing More
- 2019[11]: Glenn Close - The Wife - Vivere nell'ombra (The Wife)
  - Toni Collette - Hereditary - Le radici del male (Hereditary)
  - Elsie Fisher - Eighth Grade - Terza media (Eighth Grade)
  - Regina Hall - Support the Girls
  - Helena Howard - Madeline's Madeline
  - Carey Mulligan - Wildlife

### Anni 2020
- 2020[12]: Renée Zellweger - Judy
  - Karen Allen - Colewell
  - Hong Chau - Driveways
  - Elisabeth Moss - Her Smell
  - Mary Kay Place - Diane
  - Alfre Woodard - Clemency
- 2021[13]: Carey Mulligan - Una donna promettente (Promising Young Woman)
  - Nicole Beharie - Miss Juneteenth
  - Viola Davis - Ma Rainey's Black Bottom
  - Sidney Flanigan - Mai raramente a volte sempre (Never Rarely Sometimes Always)
  - Julia Garner - The Assistant
  - Frances McDormand - Nomadland
- 2022[14]: Taylour Paige - Zola
  - Isabelle Fuhrman - The Novice
  - Brittany S. Hall - Test Pattern
  - Patti Harrison - Insieme per davvero (Together Together)
  - Kali Reis - Catch the Fair One